# Dansk Museums Dokumentations Standard
Dansk Museums Dokumentations Standard (DMDS) er en norm for registrering af kunst og kulturhistorie, som de statslige og statsanerkendte museer og det daværende Statens Museumsnævn kollegialt udviklede og vedtog i midten af 1980'erne. Dansk Museums Dokumentations Standard, der i praksis er en formaliseret beskrivelse af sagsregistreringens principper, ligger bl.a. til grund for it-systemet Regin. Standarden, der vedligeholdes af Kulturarvsstyrelsen, foreskriver
- hvilke kategorier af oplysninger eller data der skal kunne dokumenteres og hvilke egenskaber disse kategorier har

- hvordan kategorierne er indbyrdes forbundet og hvordan karakteren af deres forbindelse er

- hvilke krav der skal stilles til validering eller kontrol af data, f.eks. i form af fælles faglige referencelister (som f.eks. Saglig registrant for kulturhistoriske Museer)

Standardens to overordnede kategorier er Museumssag (som benyttes til registrering af kulturhistorisk information) og Kunstværk (som finder anvendelse til registrering af kunstfaglige oplysninger). Under disse to findes yderligere en række kategorier, hvoraf de vigtigste er Kommunikation, Genstand, Foto/film, Magnetmedium, Rapport, Storformat, Arkivfond og Kunstner). De i alt 27 kategorier, deres egenskaber og indbyrdes relationer, er nærmere beskrevet i et XML-schema.

## Hensigten med Dansk Museums Dokumentations Standard
Når man har valgt at foreskrive en standard og ikke blot lade det være op til de enkelte museer at afgøre, hvordan de vil registrere deres samlinger, skyldes det ønsket om at kunne udveksle oplysninger mellem museerne indbyrdes og om at kunne søge på tværs i alle museernes registreringer.
Undertiden kan man se det synspunkt fremført, at hvis blot data i to forskellige systemer med forskellige faglige dokumentationsstandarder er lagret elektronisk, vil man altid kunne foretage en konvertering fra det ene system til det andet. At det imidlertid ikke nødvendigvis er tilfældet, kan illustreres gennem et simpelt eksempel: 
Antag at man har syv blyanter, hvoraf de tre er blå og fire er røde, og de fem af blyanterne er lange og to korte. Hvis man nu på det ene museum registrerer blyanternes farve, mens man på det andet registrerer man blyanternes længde, så vil selv det mest intelligente registreringssystem ikke kunne foretage en konvertering fra det ene system til det andet. Den eneste måde at sikre en 100% korrekt og fuldstændig udveksling af information mellem de to museer på er, at de anvender en fælles, faglig dokumentationsstandard. At museerne altså er enige om, hvilke informationer der skal fastholdes i deres registreringssystemer.